# Phasing
In der Minimal Music bezeichnet Phasing (auch Phase-Shifting) eine Kompositionstechnik, bei der zwei Instrumente dieselbe, oft repetitive Stimme ausführen, wobei eines in stetigem Tempo spielt, während sich das andere in zunehmendem zeitlichem Abstand vor das erste bewegt. Die beiden Stimmen geraten so zunächst „aus der Phase“ und allmählich wieder „in Phase“ (Phasenverschiebung). Beide Stimmen werden als im selben Tempo gespielt empfunden; es ergeben sich lediglich klanglich und rhythmisch veränderliche Höreindrücke.

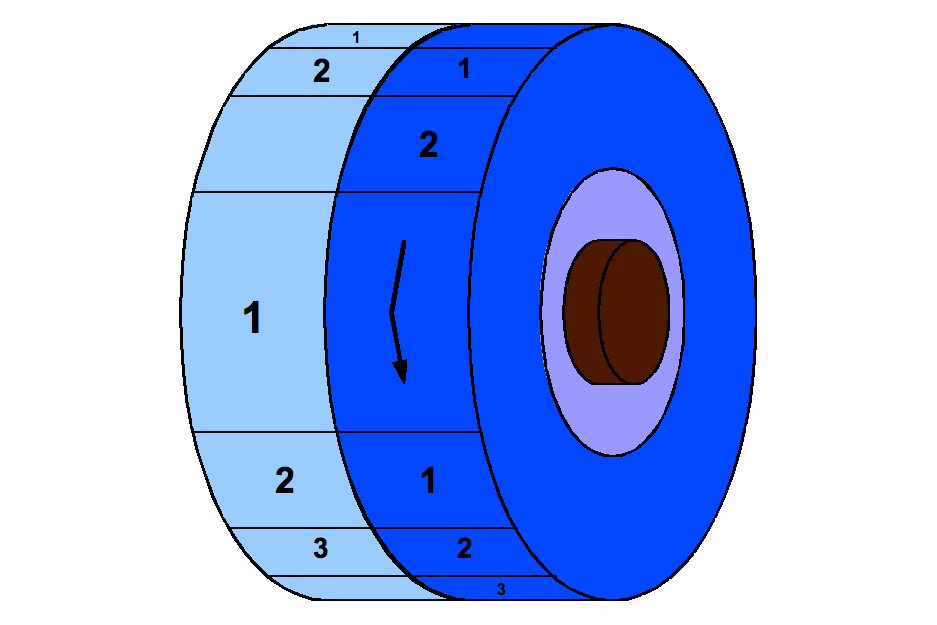
Visualisierung der Phasenverschiebung mit zwei Rollen, die ein identisches Muster auf einer gemeinsamen Spule teilen. Dieses Muster kann an allen Positionen durch Drehen einer der Scheiben mit sich selbst kontrastiert werden.

## Erzeugung und Wirkung

### Erzeugung
Durch Phasenverschiebung verschieben sich die beiden Instrumente allmählich aus dem Gleichklang und erzeugen zuerst ein leichtes Echo, wenn ein Instrument ein wenig hintereinander spielt, dann einen Verdopplungseffekt, wobei jede Note zweimal gehört wird, dann einen komplexen Klingeleffekt und schließlich durch Verdoppeln und Echo zurückkommt im Einklang. Die Phaseneinstellung ist das rhythmische Äquivalent zum Durchlaufen der Phase zweier Wellenformen wie bei der Phaseneinstellung. Die Tempi der beiden Instrumente sind nur nahezu identisch (objektiv nicht), sodass beide Parts subjektiv als im gleichen Tempo empfunden werden: Die Änderungen trennen die Parts nur allmählich. In einigen Fällen, insbesondere bei Live-Auftritten, bei denen eine schrittweise Trennung äußerst schwierig ist, wird die Phasierung durch periodisches Einfügen einer zusätzlichen Note (oder vorübergehendes Entfernen einer) in die Phrase eines der beiden Spieler, die dieselbe wiederholte Phrase spielen, erreicht, wodurch die Phase minimal verschoben wird.

### Wirkung
Der Effekt ähnelt dem, der beim Ausblenden eines Kurzwellen-Senders zu hören ist. Da das Signal mehrere Wege durch die Ionosphäre nimmt, führt die unterschiedliche Zeitverzögerung dazu, dass das Signal den charakteristischen Phasenschall aufweist.

## Pionierarbeiten

### Entdeckung als elektroakustischer Effekt
Ein frühes Beispiel für elektroakustische Phasenmusik ist Earle Browns Music for the Stadler Gallery (1964). Das Werk enthielt vier Aufnahmen desselben Instrumentalstücks, die fortlaufend mit vier separaten Tonbandgeräten abgespielt wurden. Im Laufe der Zeit gerieten die Aufnahmen zunehmend außer Phase.
Im Jahre 1965 begann der amerikanische Komponist Steve Reich, beeinflusst von Terry Rileys Verwendung von Tape-Loops und Delays, mit Looptechniken am Tonband zu experimentieren. Reich war an der Uraufführung von Rileys In C beteiligt und schlug die Verwendung des Achtelimpulses vor, der heute Standard für die Aufführung des Stücks ist. Bei seinen Experimenten machte der amerikanische Komponist Steve Reich eine folgenschwere Entdeckung: Er stellte fest, dass Tonbandschleifen mit dem exakt gleichen musikalischen Material auf zwei unterschiedlichen Tonbandgeräten nie genau synchron liefen, sondern allmählich „außer Phase“ gerieten. Das Ergebnis der zeitlichen Verschiebung der Aufnahmen war ein Transformationsprozess, bei dem verschiedene Klangfarben, Beats und Obertöne zu hören waren. Einige davon klangen deutlich anders als das ursprüngliche Segment des aufgenommenen Materials. Wenn die Schallquelle eine natürliche Trittfrequenz hatte, verursachte die Phasenverschiebung stufenweise Änderungen des wahrgenommenen Rhythmus, wenn das Material in die Phase hinein- und aus dieser herausdriftete. Durch die Verwendung zusätzlicher Spuren und Loops mit identischem Quellmaterial werden die Möglichkeiten für die Erstellung eines breiteren Spektrums von Phasenbeziehungen erweitert.
Bei der Erörterung der technischen Aspekte eines sogenannten Phasenverschiebungsprozesses stellt Reich fest, dass er mit dem unendlichen Kanon oder Ringkanon in der mittelalterlichen Musik zusammenhängt. Der Unterschied zwischen Phasenmusik und traditionellen Ringkanons, bei denen zwei oder mehr identische Melodien nacheinander gespielt werden, besteht darin, dass die melodischen Phrasen in der Regel kurze Wiederholungsmuster sind und die Imitation nicht fest, sondern variabel ist.
Reich erkannte für sich das Potenzial einer allmählichen Phasenverschiebung als kompositorischen Ansatz. Dieser Vorgang einer allmählichen Phasenverschiebung wurde zur Geburtsstunde der sogenannten Minimal Music. Für Steve Reich wurde sie zum zentralen kompositorischen Ansatz seines gesamten frühen Schaffens. Allerdings wird auch angeführt, dass die Technik Ursprünge in Henry Cowells New Musical Resources sowie in Tempo-Untersuchungen von Conlon Nancarrow habe.

### Übertragung in eine Komposition mit Instrumenten
Die Technik nahm ihren Ausgang in der Tape Music des Komponisten Steve Reich, bei der mehrere Kopien derselben Bandschleife gleichzeitig auf verschiedenen Tonbandgeräten gestartet werden. Mit der Zeit ergibt sich durch die kleinen Unterschiede in den Bandgeschwindigkeiten ein „Flanger“-Effekt und eine rhythmische Trennung. Ab 1965 begann Reich, die schrittweise Phasenverschiebung im Kontext der komponierten Musik für Instrumente zu erforschen.
Komponierte Phasenmusik besteht aus zwei oder mehr Instrumenten, die eine sich wiederholende Phrase (einen Part) in einem gleichmäßigen, aber nicht identischen Tempo spielen. Bei einer allmählichen Phasenverschiebung ist das Tempo der verschiedenen Instrumente zunächst fast identisch, so dass beide Parts als unisono und im gleichen Tempo klingend empfunden werden. Mit der Zeit verschieben sich die Phrasen allmählich und erzeugen zunächst ein leichtes Echo, wenn ein Instrument ein wenig hintereinander spielt. Darauf folgt, was wie eine Verdoppelung mit jeder Note klingt, die zweimal gehört wird. Als Nächstes entsteht ein komplexer Klingeleffekt, wonach die Phrasen schließlich durch Verdoppeln, Echo und Unisono in eine gleichphasige Position zurückkehren.
Eine Reihe der wahrgenommenen Änderungen, sowohl der Phrasierung, als auch des Timbres, die sich aus diesem Phasierungsprozess ergeben, sind psychoakustischer Natur. Steve Reich zufolge bemerkt der Zuhörer auf diese Weise ein Muster (Pattern) in der Musik, in der das Ohr Töne aufnimmt, die als fortwährenden Gesamtstruktur der Töne oder als Textur klingt.

## Einsatz der Phasenverschiebung in der Komposition

### Erste Anwendungen
Die Phasentechnik setzt Steve Reich erstmals versuchsweise für die Filmmusik zu Robert Nelsons Kurzfilm Oh dem Watermelsons ein. Reichs Kompositionen Come Out (1966) und It's Gonna Rain (1965) entstanden mittels Phasenverschiebung. Im Jahr 1967 setzte er die Phasentechnik, übertragen auf live gespielte Instrumentalmusik, im rund 20-minütigen Schlüsselwerk Piano Phase (1967) ein. Es besteht aus Transformationen der ersten sechs Töne der A-Dur-Tonleiter. Auch Drumming (1970–1971) entstand nach diesem Muster. Später erfolgte der Phasenwechsel eher unmittelbar als allmählich, also schrittweise statt graduell ausgeführt, wie in Reichs Clapping Music (1972).

### Weiterentwicklung
Mit Music for 18 Musicians (1974–1976) konnte Reich das Phasing-Verfahren differenzierten und auf ein Ensemble übertragen: Durch den Einsatz mehrerer Instrumente erzielte Steve Reich hochkomplexe Gitter aus vielfältigsten rhythmischen Strukturen.

### Rezeption des Kompositionsansatzes
John Luther Adams verwandte die Technik in dem Orchesterstück Dream in White on White (1992). Der US-Komponist William Ervin Duckworth wandte sie für das Klavierstück The Time Curve Preludes (1977–1978) an.
Ein Beispiel aus der Popularmusik ist The True Wheel auf Brian Eno's Album Taking Tiger Mountain (By Strategy).
Das Spielen von sich wiederholenden Phasen mit demselben Tempo, aber unterschiedlicher metrischer Länge (Schläge pro Takt), wie in der Musik von Philip Glass und anderen, ist kein Phasing, sondern kann als Polyrhythmik angesehen werden.